# 包衣人
包衣人（または包衣またはボーイ(･ニャルマ), 満文：ᠪᠣᠣᡳ/ ᠪᠣᠣᡳ ᠨᡳᠶᠠᠯᠮᠠ, メレンドロフ式転写：boo-i(-niyalma), 漢語(繁)では「包衣佐領管領下人」とも）は、清朝八旗制度において代々皇帝、宗室、王侯貴族の屋敷に奉仕した奴僕（召使）集団の呼称。出自および管理上の区分により漢語で「佐領下人」、「管領下人」、「庄頭人」の三種に分類される。主要な業務でも府員、護衛、随侍、庄頭、陵寝園寝守護など多岐に渡り、家政、供差役、随侍などに携わったことから「内八旗」とも呼ばれた。「外八旗」すなわち軍事職能的なグサ･ニル(ᡤᡡᠰᠠ ᠨᡳᡵᡠ, guūsa niru, 旗分佐領)と対をなす概念であるが、「内八旗」と雖も戦時には包衣人にも従軍の義務がある。皇帝直属の上三旗包衣は「内務府属」または「内三旗包衣」、グーサ･イ･エジェン(旗主)たる王侯貴族に隷属する下五旗包衣は「王公府属」と呼ばれ、絶対的多数の包衣人は清朝入関の前に既に包衣として皇帝や宗室に奉仕していたとされる。包衣人は賎民（奴隷）とは異なる。奴僕（召使）としての身分もあくまで皇室、宗室、王侯貴族に対する相対的なものであり、社会的には基本的に一般旗人(ᡤᡡᠰᠠᡳ ᠨᡳᠶᠠᠯᠮᠠ, gūsai-nyalma)と同等視された。包衣人の中にも或いは階級が存在し、財産や家奴（奴隷）を擁していた可能性がある。乾隆21(1756)年以降、八旗の生計の問題のために下五旗の漢人包衣が大量に放出され、包衣人口は日ましに减少した。清末の包衣人口は京旗すべての正戸旗人の約11.7%であった 。

## 概要
「包衣」という言葉の史料における初出は『滿洲實錄』で、その起源は女真部族の下層民、または統治者一族が収養あるいは出入りを許可した非血縁関係の親類や、氏族構成員、一部の外戚縁者などとされる。譬えば内務府の完顔氏は太祖ヌルハチと姻戚関係にあったことからボーイ･ニルに編入されている。この外に、ヌルハチ蜂起に追従した多くの勲戚もボーイ･ニルに隷属し、八旗制定後も変更はみられない。統治者一族と結ばれた特殊な関係により、包衣人は最も信頼のおける忠実な家臣、召使、加勢者、朋友とされた。ヌルハチ一族の勢力が止まることなく伸長するに連れ、包衣人の出自は複雑さを益し、その範囲は戦争捕虜や契約奴僕（年季奉公人の如き）、統治者に断罪された者にまで拡大した。その後、この様々な出自の人々を主体とする包衣人の身分も日を逐って安定化し、奴僕（召使）階層として歴史の日の目をみるようになる。
八旗制度の成立後、ボーイ･ニル(包衣佐領)とホントホ(ᡥᠣᠨᡨᠣᡥᠣ, hontoho, 管領)が設置され、この上にジャラン(ᠵᠠᠯᠠᠨ, jalan, 参領)が置かれた。ニルの組数はボーイ･マンジュ･ニル(ᠪᠣᠣᡳ ᠮᠠᠨᠵᡠ ᠨᡳᡵᡠ, 包衣満洲佐領)が最多で、チグ･ニル(ᠴᡳᡤᡠ ᠨᡳᡵᡠ, 旗鼓佐領)がそれに続き、高麗ニル、回子ニル、番子ニルが最少であった。この内、ボーイ･マンジュ･ニルには宗室やギョロ(覚羅)氏が包衣人として隷属する状況もみられる。上三旗の包衣人は自己の戸籍をもち（正戸）、その地位は正身旗人に列した。包衣人により構成された皇室の奉仕機関である内務府は明代までの宦官の宮中における権力を均整させ、宦官擅権の可能性を低減させた。下五旗包衣人にも自分の戸籍をもつ者が一部存在するが、それ以外は主家の戸籍に入れられた。包衣人は、后妃の一族として擡旗するか、戦功を立てるか、仕官し優れた事績を遺すか、（断罪された場合は）冤罪を霽すか、などの契機でもない限り身分は代々固定され、生まれた子供は「家生子(ᡠᠵᡳᠨ, ujin)」、「二輩奴(ᡶᡠᡵᠨᠠ, furna)」（二世奴僕）、「三輩奴(ᠪᠣᠯᡤᠣᠰᡠ, bolgosu)」（三世奴僕）などと呼ばれて代々主家に奉仕した。世代を重ねるほど主家からの信頼は高まり、地位も上がり、重要事務の主管を委任される。清朝入関以後、包衣は科挙参加の門戸が拡り、仕官への途が開かれた。更に甲兵として各種兵営に参入することができた。上三旗包衣は皇帝直属のため「皇帝家人」として扱われ、地位、出世、兵員補欠の機会についても下五旗包衣よりはるかに有利であった。下五旗包衣は王侯貴族に私属するため、仕官の機会は基本的にその府内に限られたが、朝廷が任命すれば、下五旗包衣といえど主家の首肯を得る必要はなかった。清末代には包衣から将軍、宰相、封疆大吏などが多数輩出された。
包衣は奴僕といえど、恣意的に人権侵犯する権利は主家にもなかった。虐待を受けた包衣の主家である王侯貴族にも律例に基づいて皇帝により処罰されたが、虐待自体は珍しくなかった。比較的深刻な一例として道光18(1838)年の惇親王綿愷が属人を監禁した事案が挙げられる。綿愷は些細なことで立て続けに属下の包衣人80余を監禁し、告発を聞いた道光帝は激怒、綿愷を郡王に降格させ、宗令、都統などの官職を除免し、俸禄三年分の罰金刑を科した。綿愷は精神的ショックで同年12月に薨逝した。勿論、主家と良好な関係を築いた包衣も多数いた。また凶暴な奴僕が主家を（徒党を組むのではなく）個人で蹂躙した事案もみられる。康親王府の包衣・張鳳陽は康親王・傑書の岳父の家を打ち壊した。この外、一部の荘頭人は清中後期には事実上主家の土地を領知し、佃戸に貸与して耕作させるなど、「二地主」となっていた。
包衣の中にも世襲の爵位や官職を賜与された者がいる。その大部分はグサ･ニルに昇格編入されたが、包衣として残留した者には三等男爵・胡海や張時薦、扎克塔爾、また世襲官職（称号）を賜与された者に二等軽車都尉の白邇赫、侉色などがいる。

## 「包衣」の多義性
「ボーイ･ニャルマ(ᠪᠣᠣᡳ ᠨᡳᠶᠠᠯᠮᠠ, booi-nyalma)」の語には音訳の「包衣人」の外に「家人」「家奴」など幾つかの漢訳語が存在する。更に類似語として「アハ(ᠠᡥᠠ, aha, 阿哈)」「ボーイ･アハ(ᠪᠣᠣᡳ ᠠᡥᠠ, booi-aha, 包衣阿哈)」があり、いづれも時代によって定義に揺れがある。反対に上述の語はいづれも漢語「奴僕」の意味で使われることがあり、その差異についてもやはり定まらない。
包衣組織は八旗制度以前に誕生しているため、初期には皇族を除いた異姓勲戚の貴族や、八分宗室（宗室の中枢的階級）や一般旗人の家に編入されていない奴僕などを広汎に指すこともあった。しかし包衣制度が八旗制度の中で整備されるに随い、混乱を避けるために、順治末から異姓旗人の自家奴僕は漢語において「旗下家奴」、「八旗戸下家奴」などと呼ぶようになり、法律や婚姻、政治権利などの方面における地位はどれも包衣より遥かに劣った 。

## 有名な包衣出身者
- 曹雪芹（清代小説『紅楼夢』の著者）
- 孝儀純皇后（乾隆帝の妃嬪、嘉慶帝の生母。『延禧攻略』の令貴妃・魏瓔珞、『如懿伝』の炩嬪・衛嬿婉）
- ウラナラ氏フィヤング(費揚古)（雍正帝孝敬憲皇后の父）

## 脚註・参考
1. ↑  満洲語「ᠪᠣᠣᡳ ᠨᡳᠶᠠᠯᠮᠠ」の「ᠪᠣᠣᡳ (booi)」は、「ᠪᠣᠣ (boo)」＋「ᡳ (i)」で「家＋の」の意（満洲語には日本語同様に助詞がある）。「ᠨᡳᠶᠠᠯᠮᠠ (nyalma)」は人々、大衆の意。従って原義は「家(boo)の(i)人(nyalma)」の意だが、この「家」は特に皇家、王家を指す。「ᠨᡳᠶᠠᠯᠮᠠ (nyalma)」を省略して「booi」、日本では片仮名で「ボーイ」か、漢語音訳で「包衣」と表記される。
2. ↑  杜, 家骥 (2008) (中国語). 八旗与清朝政治论稿. 人民出版社. p. 437. ISBN 9787010067537
3. ↑  郑, 天挺 (2009) (中国語). 探微集. 中华书局. p. 112. ISBN 9787101069853
4. ↑  祁, 美琴 (2009) (中国語). 清代内务府. 辽宁民族出版社. p. 52. ISBN 9787807226734
5. ↑  福格 (中国語). 聽雨叢談. 未詳. "內務府三旗分佐領、管領。其管領下人是我朝發祥之初家臣；佐領下人是當時所置兵弁。……庄頭旗人或國初帶地投充、或由兵丁撥充屯田，今皆歸內務府會計司管轄，不列於佐領、管領之內。"
6. ↑  杜, 家骥 (2008). 八旗与清朝政治论稿. 人民出版社. p. 466. ISBN 9787010067537
7. ↑  八旗を構成する「旗」を満洲語で「gūsa (グーサあるいはグサ)」という。「グーサ･イ･エジェン」とは「gūsa＋i(の)＋ejen(主人)」で、「旗主」の意味。漢語では「固山(gūsa)額真(ejen)」と音訳される。
8. ↑  郑, 天挺 (2009) (中国語). 探微集. 中华书局. p. 114. ISBN 9787101069853
9. ↑  杜, 家骥 (2008) (中国語). 八旗与清朝政治论稿. 人民出版社. p. 439. ISBN 9787010067537
10. ↑  杜, 家骥 (2008) (中国語). 八旗与清朝政治论稿. 人民出版社. p. 461. ISBN 9787010067537
11. ↑  郑, 天挺 (2009). 探微集. 中华书局. p. 109. ISBN 9787101069853
12. ↑  主家の戸籍に入らず、独立した自分の戸籍を持つ者を「正戸」と謂い、主家の戸籍に入れられる者「附戸」と区別した。
13. ↑  杜, 家骥 (2008) (中国語). 八旗与清朝政治论稿. 人民出版社. pp. 440-441. ISBN 9787010067537
14. ↑  “満州実録[マンシュウジツロク”]. ブリタニカ国際大百科事典 小項目事典. ブリタニカ・ジャパン 2023年4月1日閲覧. "中国、清朝の太祖ヌルハチ(奴児哈赤)一代の実録。編者不明。8巻8冊の写本。成立については諸論があるが、太宗朝に作られた『太祖実録戦図』を基にして乾隆46(1781)年に完成（中略）。満州語のタイトルは"Manju i yargiyan kooli"で、冒頭で清朝の開国伝説を述べ、以後は嘉靖38(1559)年から天命11(1626)年に及ぶ太祖の事跡を中心に記述する。各ページは3段に分れ、上から満州語、漢語、モンゴル語で記述し、各所に記述に対応する絵画81図を挿入するという、中国の歴代の実録に比較してきわめて特異な形態である。1905年に内藤虎次郎が盛京の崇模閣内で発見して紹介して以来、『満文老檔』と並ぶ清朝初期史の重要な史料として注目された。（後略）"
15. ↑  祁, 美琴 (2009) (中国語). 清代内务府. 辽宁民族出版社. p. 15. ISBN 9787807226734
16. 1 2  祁, 美琴 (2009) (中国語). 清代内务府. 辽宁民族出版社. pp. 15,17. ISBN 9787807226734
17. ↑  祁, 美琴 (2009) (中国語). 清代内务府. 辽宁民族出版社. pp. 16-17. ISBN 9787807226734
18. ↑  勲功のあった皇家・国家の親戚の意（皇親国戚）。
19. ↑  郑, 天挺 (2009) (中国語). 探微集. 中华书局. p. 111. ISBN 9787101069853
20. ↑  祁, 美琴 (2009) (中国語). 清代内务府. 辽宁民族出版社. p. 17. ISBN 9787807226734
21. ↑  包衣佐領（内八旗）に隷属する漢人を旗鼓佐領と呼び、旗分佐領（外八旗）の漢軍佐領と区別した。包衣漢軍ともいう。
22. ↑  高麗、ウイグル(回子)、チベット(番子)の各ボーイ･ニル(包衣佐領)は「内務府属」に限られ、チベットのボーイ･ニルは乾隆42年に満州正黄旗第四ジャラン(参領)に転属となり、ボーイ･ニルの隷属から外れた。
23. ↑  八旗旗人の規模が拡大し下層民だけでは賄いきれなくなったことから、ギョロ氏宗室の一部を包衣に編入させた。
24. ↑  清代八旗の戸籍(戸口)には「正戸」と「附戸」とがあり、独立した戸籍を擁する者を「正戸」という。独立した戸籍がなく主家の戸籍に依附する者を「附戸」と呼ぶ。『清史稿-食貨志一』には「八旗别載册籍之人，原系開戸家奴冒入正戸。」とある。参照：古詩口網 https://www.gushiju.net/zidian/%E6%AD%A3%E6%88%B7
25. ↑  郑, 天挺 (2009) (中国語). 探微集. 中华书局. pp. 115,119. ISBN 9787101069853
26. ↑  祁, 美琴 (2009) (中国語). 清代内务府. 辽宁民族出版社. pp. 50-51. ISBN 9787807226734
27. ↑  杜, 家骥 (2008) (中国語). 八旗与清朝政治论稿. 人民出版社. p. 445. ISBN 9787010067537
28. ↑  皇后、皇貴妃を輩出した下五旗に隷属する一族が、皇・妃の母系も含めて上三旗に編入され、身分も昇格されることを、「擡旗」と謂う。「擡」は「もたげる」の意。
29. ↑  郑, 天挺 (2009) (中国語). 探微集. 中华书局. p. 113. ISBN 9787101069853
30. ↑  金, 启孮 (2009) (中国語). 金启孮谈北京的满族. 中华书局. pp. 220-222. ISBN 9787101068566
31. ↑  杜, 家骥 (2008) (中国語). 八旗与清朝政治论稿. 人民出版社. pp. 458-459,476-477. ISBN 9787010067537
32. ↑  杜, 家骥 (2008) (中国語). 八旗与清朝政治论稿. 人民出版社. p. 445. ISBN 9787010067537
33. ↑  杜, 家骥 (2008) (中国語). 八旗与清朝政治论稿. 人民出版社. p. 454. ISBN 9787010067537
34. ↑  （翻訳元（中国版）より）不完全な統計に拠れば、包衣の出身で大学士に任命または協弁した者に来保、高斌、英和（軍機大臣を兼任）、英廉、官文、崇金など。部院尚書、侍郎、左都御史に任命された者に李鍈貴、留保、高朴、書麟、奎照（軍機大臣を兼任）、基溥、崇綸、立山、崇礼、恒祺、英年など。都統に任命された者に偏図、雷継宗、雷継尊など。総督、巡撫に任命された者に朱国治、張文興、李瀚、李士禎、呉興祚、良卿、呂猶龍、張自徳、徳保、百齢、福寧、麟慶、高杞、広厚、広興、崇厚など。八旗駐防将軍に任命された者に崇実、延茂など。比較的低い職階については枚挙に遑がない。
35. ↑  杜, 家骥 (2008) (中国語). 八旗与清朝政治论稿. 人民出版社. p. 446. ISBN 9787010067537
36. ↑  杜, 家骥 (2008) (中国語). 八旗与清朝政治论稿. 人民出版社. pp. 476-477. ISBN 9787010067537
37. ↑  杜, 家骥 (2008) (中国語). 八旗与清朝政治论稿. 人民出版社. pp. 300-301. ISBN 9787010067537
38. ↑  金, 启孮 (2009) (中国語). 金启孮谈北京的满族. 中华书局. p. 221. ISBN 9787101068566
39. ↑  昭, 梿 (1980) (中国語). 啸亭杂录. 中华书局. pp. 287-288. ISBN 9787101017519
40. ↑  金, 启孮 (2009) (中国語). 金启孮谈北京的满族. 中华书局. p. 86. ISBN 9787101068566
41. ↑  主家から封土へ派遣されその土地を保護、管理する者。地頭職や庄屋に相当する。
42. ↑  地主である主家から土地の管理を引き受け、実質的な地主として振る舞う人。
43. ↑  杜, 家骥 (2008) (中国語). 八旗与清朝政治论稿. 人民出版社. p. 474. ISBN 9787010067537
44. ↑  祁, 美琴; 崔, 灿 (10 2013). “包衣身份再辨” (中国語). 清史研究 (中国人民大学历史学院) (第1期).
45. ↑  郑, 天挺 (2009) (中国語). 探微集. 中华书局. pp. 110,112. ISBN 9787101069853